# Aba Duga
Koordinati:   43°51′53″N, 15°12′46″E
Aba Duga je majhen  nenaseljen otoček v Kornatih.
Aba Duga, ki se v novejših pomorskih kartah imenuje Aba Vela, leži med otočkoma Šilo Veliko in Katina, pred vhodom v zaliv Telašćica. Njegova površina  meri 0,386 km², dolžina obale je 3,74 km. Najvišji vrh je visok 56 mnm.